# Jinggangshan
Jinggangshan (井冈山 ; pinyin : Jǐnggāngshān) est une ville de la province du Jiangxi en Chine. C'est une ville-district placée sous la juridiction de la ville-préfecture de Ji'an.

## Démographie
La population du district était de 58 790 habitants en 1999.